# 奥维利耶
奥维利耶（法語：Orvilliers，法語發音：[ɔʁvilje]）是法国伊夫林省的一个市镇，属于芒特拉若利区。

## 地理
奥维利耶（48°51'33"N, 1°38'33"E）面积5.94 平方千米，位于法国法蘭西島大區伊夫林省，该省份为法国北部内陆省份，北起瓦兹河谷省，西接厄尔省，西南接厄尔-卢瓦省，东南接埃松省，东临上塞纳省。
与奥维利耶接壤的市镇（或旧市镇、城区）包括：锡夫里拉福雷、米尔桑、普吕奈勒唐普勒、里什堡。
奥维利耶的时区为UTC+01:00、UTC+02:00（夏令时）。

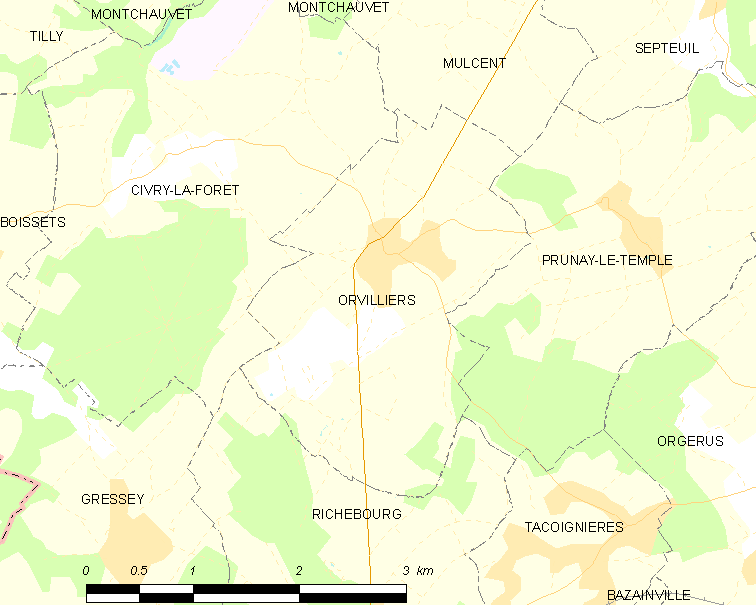
奥维利耶的OSM定位图

## 行政
奥维利耶的邮政编码为78910，INSEE市镇编码为78474。

## 政治
奥维利耶所属的省级选区为塞纳河畔博尼耶尔县。

## 人口

1962-2008年间奥维利耶人口变化图示

奥维利耶于2022年1月1日时的人口数量为935人。